# Spas (Kolomyja)
Spas (ukrainisch Спас; russisch Спас, polnisch Ispas) ist ein Dorf in der ukrainischen Oblast Iwano-Frankiwsk mit etwa 3000 Einwohnern (2001).

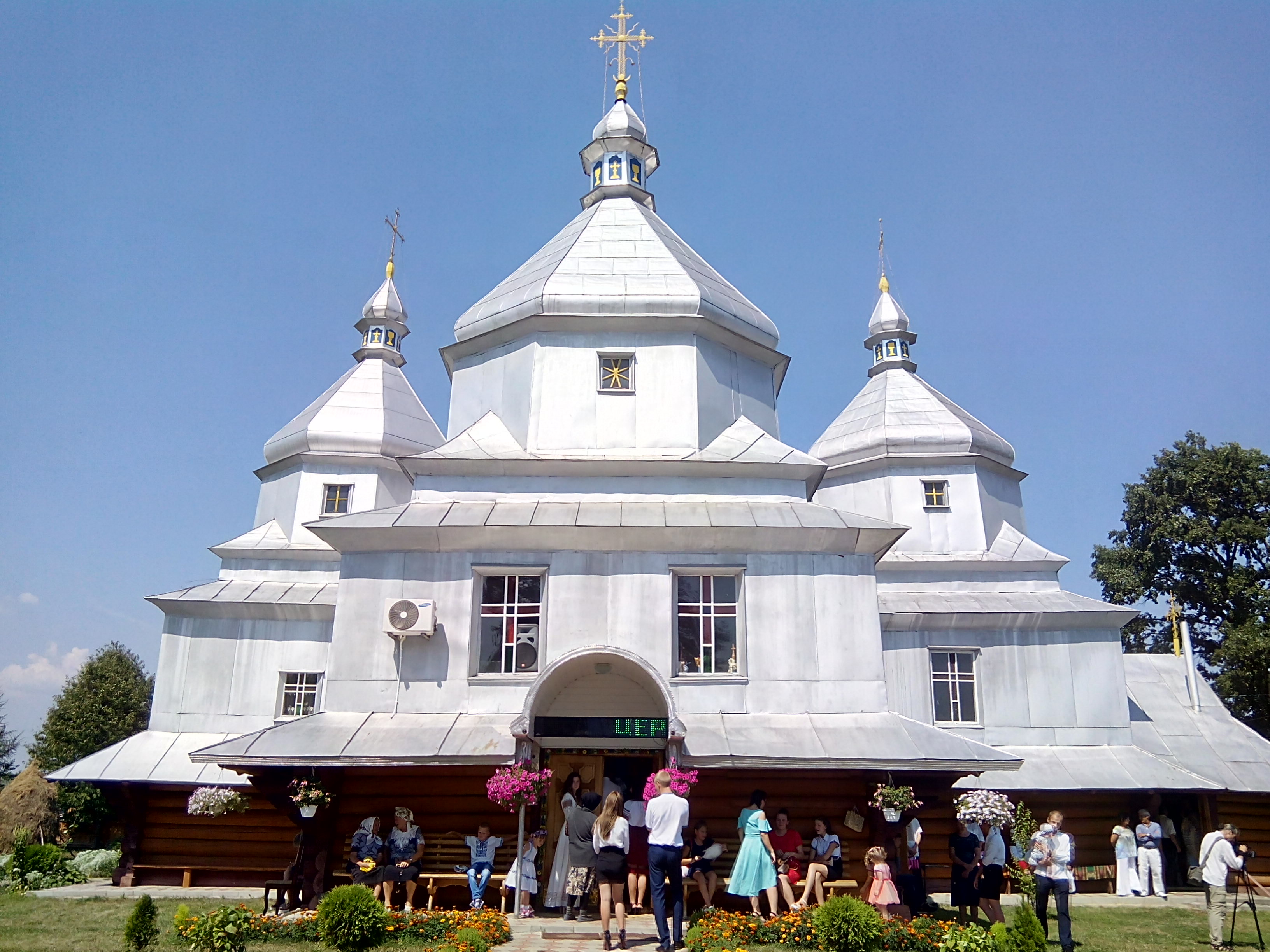
Griechisch-katholische Kirche im Ort

Das erstmals 1469 schriftlich erwähnte Dorf liegt im Osten der historischen Landschaft Galizien am Ufer der Pistynka (Пістинька), einem 56 km langen Nebenfluss des Pruth 13 km südlich vom Rajonzentrum Kolomyja und 70 km südöstlich vom Oblastzentrum Iwano-Frankiwsk.
Durch das Dorf verläuft die Territorialstraße T–09–15.
Am 12. Juni 2020 wurde das Dorf ein Teil neu gegründeten Landgemeinde Nyschnij Werbisch, bis dahin bildete es die Landratsgemeinde Spas (Спаська сільська рада/Spaska silska rada) im Süden des Rajons Kolomyja.